# ديفيد اتش فريش
ديفيد اتش فريش (بالإنجليزية: David H. Frisch)‏ (و. 1918 – 1991 م) هو فيزيائي من الولايات المتحدة الأمريكية . ولد في مدينة نيويورك.
شارك في مشروع مانهاتن .
توفي في كامبريدج، ماساتشوستس ، عن عمر يناهز 73 عاماً.

## جوائز
حصل على جوائز منها:
- زمالة غوغنهايم.